# Parque nacional Ciénaga de Lanier
El Parque Nacional Ciénaga de Lanier, de unos 100 km² de extensión, es el tercer humedal en importancia del archipiélago cubano (el primero es la Ciénaga de Zapata y el segundo está constituido por los refugios de fauna Ojo de Agua - Monte Cabaniguán y Delta del Cauto).
Este solitario lugar se extiende entre la costa oriental y la occidental de la Isla de la Juventud, marcando la delimitación de este territorio en dos zonas bien diferenciadas geológica y paisajísticamente (el "Norte" y el "Sur") y ha sido declarado sitio Ramsar, tratado sobre los humedales aprobado el 2 de febrero de 1971 en la ciudad iraní de ese nombre, relativo a la conservación y uso racional de estos ecosistemas, es también parque nacional. Esta ciénaga posee además un sitio arqueológico importante con evidencias de asentamientos aborígenes.

## Flora y Fauna
La vegetación es la típica del humedal, compuesta por matorrales, sabanas inundadas, bosques semicaducos y de hoja perenne, además de manglares cerca de la costa.
En la Ciénaga de Lanier, además, existen múltiples muestras que certifican la presencia, en el pasado, de una población silvestre del cocodrilo cubano (Crocodylus rhombifer), el cual ha sido reitroducido en la zona para su conservación a mayor escala. Otras especies importantes de la fauna isleña, como la grulla y la cotorra cubanas, tienen importantes poblaciones en el parque. El venado fue introducido en el siglo XVII, y se ha integrado muy bien en el ecosistema. En el sitio hay varias especies amenazadas: tortugas marinas verdes (Chelonia mydas), tortugas bobas (Caretta caretta) y cocodrilos americanos (Crocodylus acutus), así como una importante población del exótico Caimán de anteojos (Cayman crocodilus fuscus),introducido desde Colombia a principios de la década de los '60 del pasado siglo. Las principales amenazas que presenta este parque son los incendios forestales, el represamiento de afluentes fluviales, y el aumento de las actividades turísticas en la zona.